# كريستوفر كوكس (لاعب كريكت)
كريستوفر كوكس (14 مايو 1962 بموتاري في زيمبابوي - )  (بالإنجليزية: Christopher Cox)‏ هو لاعب كريكت زيمبابوي. لعب مع منتخب زمبابوي للكريكت.

## وصلات خارجية
- كريستوفر كوكس على موقع إي آس بي آن كريك إنفو (الإنجليزية)